# Kabinet Cissé
Pour les articles homonymes, voir Cissé.
Kabinet Cissé, né en 1975 à Macenta au sud de la Guinée, est le président de la Commission électorale nationale indépendante (CENI) en remplacement de Salif Kébe.

## Études
Économiste de formation, il est détenteur d’une maîtrise en sciences économiques obtenue à l’université Gamal Abdel Nasser de Conakry en 2002. Depuis 2014, il est titulaire d’un master 2 en pratique du développement (MDP) obtenu à l’université Cheikh-Anta-Diop de Dakar (FASEG) sous le parrainage de l’université Columbia (USA).
Par ailleurs il est inscrit en master 2 en recherche sur la dynamique des pays émergents et en développement (DynPED) à l'université Panthéon-Sorbonne (France).

## Société civile
En 2002, Kabinet Cissé, se lance dans la société civile. A ce titre, il est cofondateur du Réseau Afrique Jeunesse Guinée (RAJ-GUI) en 2003.
Avec cette organisation non gouvernementale, il est formateur au compte du programme d’appui au processus électoral pour une gouvernance en Guinée, ensuite membre du Comité de pilotage du Programme du Consortium pour l’Observation citoyenne des élections en Guinée (CODE- Guinée).
De 2009 à 2019, Kabinet Cissé fut successivement membre du conseil national des organisations de la société civile en Guinée (CNOCSG) et de l’initiative ITIE / PCQVP (publiez ce que vous payez) avant de prendre les rênes du centre du commerce international pour le développement (CECIDE).
Il était membre du Conseil de l'autorité de régulation des marchés publics (ARMP) de Guinée au compte de la société civile (CNOSCG).
Il a été superviseur de la série de formation de la Force spéciale de sécurisation du processus électoral (FOSSEPEL) avec plus de 1000 policiers et gendarmes formés en cascade pour les élections présidentielle de 2010.
En janvier 2019, il a été nommé Commissaire à la CENI et y a occupé le poste de Directeur du Département formation et éducation civique jusqu’à sa désignation comme Président par intérim de la CENI.
Cissé a été membre actif du pool politique de la Chambre stratégique du regard citoyen au compte de l’observation de l’élection présidentielle 2015, puis membre du comité de gestion du projet de renforcement des capacités des acteurs du processus électoral pour des élections paisibles à la même année.
En 2016, Kabinet Cissé est cofondateur et directeur du Think Tank IPED, une initiative pour la prospective économique et le développement durable.

### Projets
En matière de gestion de projets et d’études, Kabinet Cissé a réalisé de nombreux travaux en tant que coordinateur de groupe d’experts ou en tant qu’expert principal pour diverses organisations d’importance, dont ENDA CACID (Sénégal), Gouvernement guinéen/Banque mondiale (PAGSEM), Ministère des Mines et de la Géologie (Guinée), TWN Africa (Ghana), PNUD/FDHM, Association du barreau américain (Initiative État de droit), OSIWA, CEDEAO, Revenue Watch International (USA), FAO Guinée (Projet TCP GUI/3301), Management System International (USA), IFES, Union Européenne, Fondation Nationale pour la Démocratie (NED)/USA, PAC (Canada), FDC (Espagne).
Membre de la coalition internationale de la société civile du processus Kimberley (PK) et groupe exploitation artisanale-groupe statistique.

## Ouvrages
Kabinet Cissé est auteur de plusieurs articles.

## Vie privée
Kabinet Cissé est marié et père de trois enfants.